# Outdoor Channel
Outdoor Channel — американский специализированный телеканал, посвящённый активному отдыху, приключениям на природе, охоте, рыбалке, стилю жизни востока и закрытому мото-спорту. Outdoor Channel входит в состав дочерней компанией Outdoor Channel Holdings Inc.

Предыдущий логотип наружного канала

## Контент
Канал отдаёт предпочтение именно внестудийным съёмкам, программам о природе и заповедных уголках земного шара. Outdoor Channel сочетает изумительные по красоте пейзажи с популярным во всем мире активным отдыхом и развлечениями на природе. При этом канал предназначен для всей семьи и отвечает интересам как ярых поклонников активного отдыха, так и «диванных» любителей природы: здесь и охота, и рыбалка, и гонки по бездорожью, и ковбойские скачки, и путешествия по пустыне. Так в числе апрельских телешоу — программа «Ковбои», из которой зрители узнают все о жизни этих отважных наездников. Программа «Мировой рыболовный мастер-класс» раскрывает заветные места и удивительные секреты профессиональных рыбаков всего мира. Канал также вещает в формате HD.
Outdoor Channel программирует прайм-таймовые блоки, которые поочерёдно меняются: Рыбалка, охота, приключения.
Не рекомендуется для просмотра несовершеннолетним и людям с неустойчивой психикой. Канал пропагандирует насилие и убийство диких животных.

### Программы
- Fisher’s ATV World
- Realtree Road Trips
- Shooting Gallery
- Benelli’s American Birdhunter
- Dead Down Wind’s American Archer
- Wingshooter
- Steve’s Outdoor Adventures
- Gold Fever with George and Tom Massie

## «Outdoor Channel» в России
Вещание канала в России и странах СНГ началось в начале 2011 года. Вещание производится медиакомпанией «Chello Zone» — ведущим мировым производителем и дистрибьютором тематических телеканалов. Сейчас вещание в обычном формате идёт через спутниковую сеть «НТВ-Плюс» и OnLime TeleCard, в то время, как HD-версия канала доступна только московским абонентам цифрового телевидения «OnLime TeleCard». 29 декабря 2016 года телеканал Outdoor Channel уходит из состава интерактивного и цифрового телевидения Ростелеком-OnLime.
1 августа 2021 года телеканал прекратил своё вещание на всей территории России.